# Péter Kusztor
Péter Kusztor (født 27. december 1984 i Budapest) er en cykelrytter fra Ungarn, der er på kontrakt hos Epronex-Hungary Cycling Team.